# Odyssey Arena
El Odyssey Arena es un centro deportivo y de espectáculos situado en Queen's Island, Belfast, Irlanda. Fue fundado en conjunto por la Comisión Millennium, la Corporación Laganside, el Departamento de Cultura, Arte y Recreación, el Grupo Sheridan y el Consejo de Deporte de Irlanda del Norte. El edificio fue terminado en el 2001, mismo año en que albergó los campeonatos mundiales de boxeo aficionado. También ha albergado un gran número de eventos de la World Wrestling Entertainment, como Raw y SmackDown!. Además de estas competiciones deportivas, el Odissey también ha servido para celebrar conciertos de importantes músicos internacionales.